# Филоновщина (Лебединский район)
Филоновщина (укр. Філонівщина) — село,
Голубовский сельский совет,
Лебединский район,
Сумская область,
Украина.
Код КОАТУУ — 5922983008. Население по переписи 2001 года составляло 162 человека .

## Географическое положение
Село Филоновщина находится недалеко от истоков реки Сула,
примыкает к селу Голубовка.
Рядом проходит автомобильная дорога Н-07.